# Cephalotes resinae
Cephalotes resinae är en myrart som beskrevs av De Andrade 1999. Cephalotes resinae ingår i släktet Cephalotes och familjen myror. Inga underarter finns listade.